# Khan Cheikhoun
Khan Cheikhoun ou Khan Shaykhun (en arabe : خان شيخون) est une ville du gouvernorat d'Idleb, en Syrie. Sa population en 2011 est de 52 972 personnes. C'est le chef-lieu du sous-district homonyme.
Khan Cheikhoun est situé à une altitude de 350 mètres, sur la route principale entre Alep et Damas. L'économie locale est essentiellement agricole, centrée sur la culture du coton et des céréales. La ville était autrefois connue pour produire de la broderie. Les localités voisines comprennent Hbit à l'ouest, Kafr Zita au sud-ouest, Murak au sud et Al-Tamanah à l'est.

## Histoire

### Occupations anciennes
Des fouilles menées en 1930 par le comte français du Mesnil du Buisson ont révélé des preuves d'habitation datant du XXe siècle av. J.-C., Le tell (colline), qui mesure environ 200 à 250 m de long sur 18 à 24 m de haut, a été nivelé aux âges du bronze et du fer pour fournir une plate-forme à une série de villes fortifiées construites successivement les unes sur les autres. La seconde d'entre elles, datant d'environ 700 av. J.-C., a été identifiée comme la ville assyrienne d'Ashkhani. Le site a été abandonné vers 300 av. J.-C.

### Caravansérail au XIVe siècle
Khan  Cheikhoun tire son nom d'un khan ou caravansérail du XIVe siècle construit par l'émir mamelouk Sayf al-Din Shaykhu al-'Umari,. La ville s'est développée autour du khan et est située sous une colline (tell) proéminente.

### XXe siècle

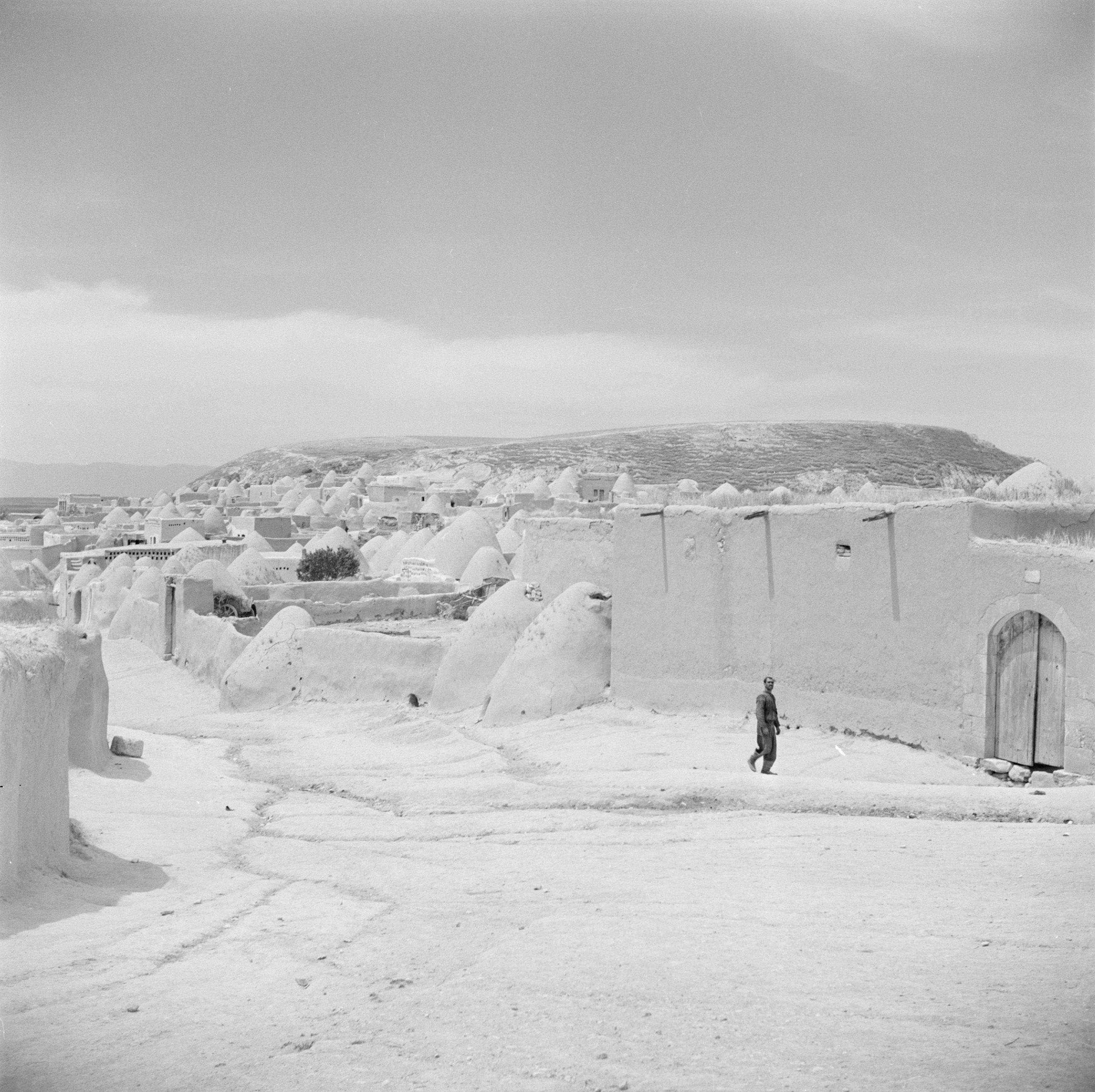
Village près de Khan Sheikhun vers 1950

Plus récemment, Khan Cheikhoun était connu pour ses maisons en ruche, un style architectural trouvé à travers le Levant et probablement exporté de là vers l'Afrique du Nord. En 1966, la ville comptait environ 3 000 habitants.

### Conflit en Syrie depuis 2011

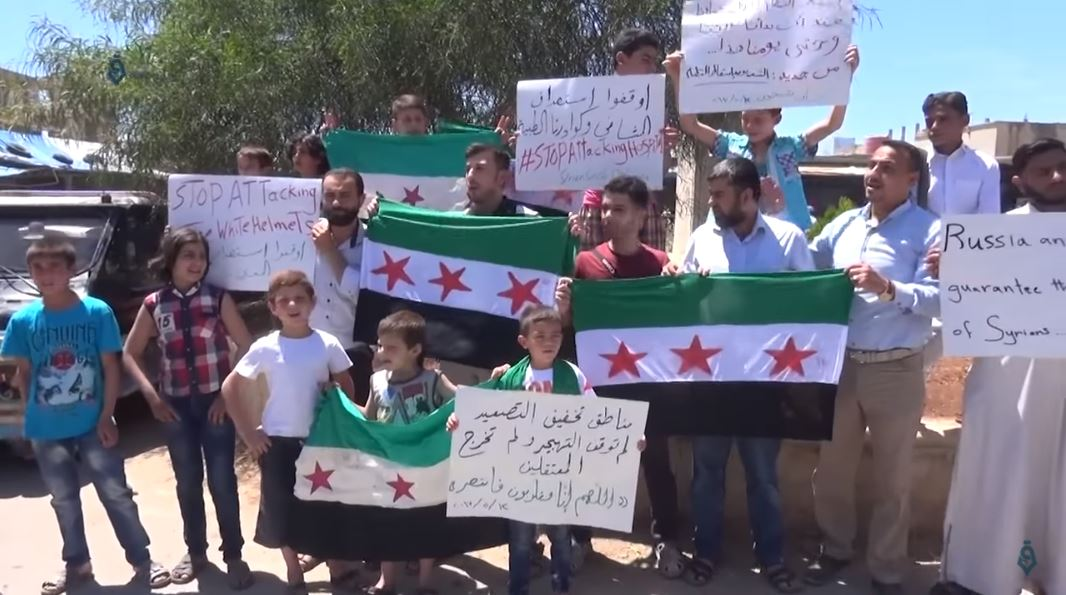
Manifestation d'habitants de Khan Cheikhoun contre les attaques chimiques, le 12 mai 2017.

Lors de la guerre civile syrienne, Khan Cheikhoun est prise par les rebelles le 26 mai 2014.
En février 2017, des combats opposent dans la région les djihadistes de Jound al-Aqsa à d'autres groupes rebelles et djihadistes. Entre 170 et 250 combattants issus principalement de Jaych al-Nasr, Hayat Tahrir al-Cham, Faylaq al-Cham et Al-Forqat al-Wasti sont faits prisonniers par les hommes de Jound al-Aqsa et massacrés,,,.
Le 4 avril 2017, Khan Cheikhoun subit une attaque chimique au gaz sarin commise par l'armée syrienne, qui fait une centaine de morts parmi la population civile,.
Le 20 août 2019, le Hayat Tahrir al-Cham se retire complètement de Khan Cheikhoun, qui était occupé par les rebelles depuis plus de 5 ans,. Le lendemain, l'armée arabe syrienne et ses alliés s'emparent de la totalité de la ville,,.